# Carrollton (Alabama)
Carrollton – miasto w południowo-wschodniej części Stanów Zjednoczonych, w Alabamie, stolica hrabstwa Pickens.

## Demografia
- Liczba ludności: 978 (2023)[1]
- Gęstość zaludnienia: 181,1 os./km² (2023)
- Powierzchnia: 5,4 km² (2023)

Według spisu dokonanego w 2000 roku przez United States Census Bureau miasto zamieszkiwało 987 mieszkańców. Było tam 384 gospodarstwa domowe, które zamieszkiwało 279 rodzin. Gęstość zaludnienia wynosiła wtedy 182,8 os./km². W mieście wybudowanych było 437 domów (ich gęstość to 81,9 domu/km²).
Podział mieszkańców według ras (stan na 2000 rok):
- 53,39% – Biali
- 44,58% – Afroamerykanie
- 0,10% – Azjaci
- 1,98% – z dwóch lub więcej ras
- 0,41% – Hiszpanie lub Latynosi